# Me and Orson Welles
Me and Orson Welles è un film del 2009 diretto da Richard Linklater, interpretato da Zac Efron e Claire Danes.
Il film è ispirato al romanzo di Robert Kaplow Me and Orson Welles.
Il film è stato girato nell'Isola di Man, Londra e New York nei mesi di febbraio, marzo e aprile 2008.

## Trama
Il film è incentrato sulla storia di un giovane studente notato casualmente un giorno da Orson Welles, davanti al Mercury Theatre. Welles rimane così colpito da questo giovanotto da affidargli un piccolo ruolo in Julius Caesar, sua prossima produzione teatrale. Un incontro, con il celebre e immortale regista, che porterà il ragazzo ad imparare molte cose sulla vita e sull'amore.